# جائزة الباحث الشاب الرئاسية
جائزة الباحث الشاب الرئاسية هي جائزة علمية مرموقة، يمنحها رئيس الولايات المتحدة إلى العلماء الشباب أصحاب الإسهامات البارزة في مجالات العلوم والهندسة، وذلك بعد ترشيحهم بناءً على سجل إنجازاتهم العلمية. الجائزة موقعة من الرئيس الأمريكي في البيت الأبيض، وتشرف عليها مؤسسة العلوم الوطنية الحكومية الأمريكية (NSF).

## علماء حاصلين عليها
- أليس أجوجينو، عام 1985.
- ديفيد ج. أندرسون، عام 1986.
- كامران وفا، عام 1989.
- منذر دحلة، عام 1991.[1]

## وصلات خارجية
- الموقع الرسمي